# Campeonato de España de Atletismo 1920
El IV Campeonato de España de Atletismo, se disputó los días 24 y 25 de julio de 1920 en las instalaciones deportivas de Campo de Atocha, San Sebastián, España.
Solo se disputaron pruebas masculinas.

## Resultados

### Masculino
| Evento                     | Oro                                                                                           | Plata                       | Bronce                      |
| -------------------------- | --------------------------------------------------------------------------------------------- | --------------------------- | --------------------------- |
| 100 metros                 | Félix Mendizábal 11.2                                                                         | Jaime Camps 11.8            | ??                          |
| 200 metros lisos           | Diego Ordóñez 24.0                                                                            | Gonzalo Leyra 25.0          | ??                          |
| 400 metros lisos           | Miguel García 53.8                                                                            | José García Lorenzana 54.8  | ??                          |
| 800 metros lisos           | Miguel García 2:03.8                                                                          | José Luis Grasset 2:08.4    | ??                          |
| 1500 metros lisos          | Juan Muguerza 4:20.8                                                                          | Uranga 4:40.0               | Aramberría ??               |
| 5000 metros lisos          | Diodoro Pons 16:27.0                                                                          | Fidel Acebal 16:28.4        | Romualdo San Miguel 16:30.0 |
| 110 metros vallas          | Clemente Martínez 19.0                                                                        | ??                          | ??                          |
| Salto de altura            | José Luis Elósegui 1.58                                                                       | ??                          | ??                          |
| Salto con pértiga          | Juan Bautista Erice 3.20                                                                      | Eduardo Arbide 2.90         | José Luis Elósegui 2.60     |
| Salto de longitud          | José Luis Elósegui 5.90                                                                       | Juan Bautista Erice 5.77    | ??                          |
| Triple salto               | José Luis Elósegui 12.14                                                                      | Celestino Zarrabeitia 12.05 | Eduardo Arbide 11.80        |
| Lanzamiento de peso        | Ignacio Izaguirre 11.29                                                                       | Juan Bautista Erice 10.65   | ??                          |
| Lanzamiento de disco       | Ignacio Izaguirre 34.81                                                                       | Ventura Elizondo 34.62      | Juan Ansola 32.62           |
| Lanzamiento de jabalina    | Ignacio Izaguirre 39.15                                                                       | Luis Monasteriobide 29.40   | ??                          |
| 1 km marcha (Exhibición)   | Luis Meléndez 4:28.0                                                                          | ??                          | ??                          |
| Relevos 4x250 metros lisos | Federación Guipuzcoana Eduardo Arbide José Luis Grasset Juan Muguerza Félix Mendizábal 2:09.6 | ??                          | ??                          |